# Colonies et empires (Pays d’outre-mer)
Colonies et empires: Collection internationale de documentation coloniale ist eine französische Buchreihe.

## Kurzeinführung
Sie wurde unter der Leitung von Charles-André Julien (1891–1991) publiziert und erschien seit 1946 bei den Presses universitaires de France (P.U.F.) in Paris. Seit 1957 erschien sie unter dem veränderten Titel Pays d'outre-mer: Colonies, empires, pays autonomes, Collection internationale de documentation publiée sous la direction.
Die Reihe hat verschiedene Unterreihen, die später ebenfalls teilweise verändert wurden (dahingehend, dass ebenfalls der französische Begriff für kolonial durch outre-mer (Übersee) ersetzt wurde):
| Reihe | Französischer Titel                                      | Deutsche Übersetzung                                              |
| ----- | -------------------------------------------------------- | ----------------------------------------------------------------- |
| 1     | Études coloniales / Études d’outre-mer                   | Kolonialstudien bzw. Übersee-Studien                              |
| 2     | Les classiques de la colonisation                        | Die Klassiker der Kolonisation                                    |
| 3     | Histoire de l’expansion et de la colonisation françaises | Geschichte der französischen Expansion und Kolonisation           |
| 4     | Géographie des colonies et de l’Union françaises         | Geographie der französischen Kolonien und der französischen Union |
| 5     | Art et Littérature                                       | Kunst und Literatur                                               |
| 6     | Peuples et civilisations d’outre-mer                     | Überseeische Völker und Zivilisationen                            |

Die folgende Übersicht erhebt keinen Anspruch auf Aktualität oder Vollständigkeit.

## Übersicht
Angaben überwiegend nach Jean Despois: L'Afrique blanche - Tome Premier: L'Afrique du Nord. PUF, Paris (1964) - einige der Bände waren lediglich en préparation („in Vorbereitung“).

### Erste Reihe: Études coloniales
Les Techniciens de la colonisation (XIXe-XXe siècles), 2e éd., 1 vol. von Ch.-A. Julien herausgegeben, mit einem Vorwort und einer Einleitung versehen, enthält Artikel zu: 
- Deutschland: C. Peters (M. Baumont)
- Belgien: E. Banning (J. Bruhat)
- Frankreich: Bugeaud (Ch.-A. Julien), Faidherbe (R. Delavignette), Gallieni (P. Gourou), Pavie (P. Blanchard de la Brosse), Lyautey (J. Dresch)
- Großbritannien: Selkirk (M. Giraud), Wakefield (A. Siegfried), Durham (M. Giraud), G. Grey (M. Leenhardt), C. Rhodes (M. Crouzet)
- Italien: Balbo (G. Bourgin)
- Niederlande: Van den Bosch (E. Chassigneux)
- Portugal: Serpa Pinto (G. Le Gentil).

Médecin général C. MATHIS, Les Pastoriens en Afrique Noire, Afrique Occidentale Française, 1 vol. illustré;
Les politiques d'expansion impérialiste, 1 vol. (Introduction par Pierre Renouvin).
- France: Jules Ferry, par Ch.-A. Julien
- Belgique: Léopold II, par J. Bruhat
- Italie: Francesco Crispi, par G. Bourgin
- Grande-Bretagne: Joseph Chamberlain, par M. Crouzet
- États-Unis: Théodore Roosevelt, par P. Renouvin. Paris, Presses Universitaires de France, 1949;

Pierre Gourou, professeur au Collège de France, Les pays tropicaux, 3e éd., 1 vol. avec cartes (Prix Paul-Pelliot, 1948);
Gaston Martin, professeur à la Faculté des Lettres de Bordeaux, Histoire de l'esclavage dans les colonies françaises, 1 vol.;
Vladimir Halpérin, Lord Milner et l'évolution de l'impérialisme britannique, 1 vol.;
Cl. de BONNAULT, Histoire du Canada français (1584-1763), 1 vol.;
GANDHI, Expériences de vérité, Traduction complète de l'Autobiographie de Gandhi par G. BELMONT, avec une présentation et des notes par P. MEILE, professeur de langues modernes de l'Inde à l'Ecole Nationaledes langues orientales vivantes, 1 vol.;
H. BRUNSCHWIG, professeur à l'École Nationale de la France d'Outre-Mer, L'Expansion allemande outre-mer du XVe siècle à nos jours, 1 vol.

### Zweite Reihe: Les Classiques de la colonisation
- Les Français en Amérique pendant la première moitié du XVIe siècle (Voyages de Gonneville, Verrazano, J. Cartier et Roberval), éd. par Ch.-A. JULIEN, René Herval[Anm 5], ancien président de l'Académie de Rouen[Anm 6], et Th. BEAUCHESNE, ancien directeur du Bureau de Paris des Archives publiques du Canada, 1 vol.

Les Français en Amérique pendant la deuxième moitié du XVIe siècle.
Le Brésil et les Brésiliens
1) André Thevet, La Cosmographie universelle, 1575, éd. par Suzanne LUSSAGNET, attachée de recherches au C.N.R.S., 1 vol.
2) Jean de Léry, Histoire d'un voyage faict en la terre de Brésil, 1578.
Les Français en Floride (Textes de Jean Ribault, René de Laudonnière, Nicolas Le Challeux et Dominique de Gourgues, choisis et annotés par Suzanne LUSSAGNET), 1 vol.
Les voyages de Samuel Champlain, éd. par Hubert  Deschamps , ancien gouverneur des colonies, docteur ès lettres, 1 vol.
Richelieu et Colbert. — Dupleix (Correspondance inédite). — Raynal (abbé), Histoire philosophique et politique des établissements et du commerce des Européens dans les deux Indes, 1780 (Extraits, éd. par Gabriel Esquer, administrateur honoraire de la Bibliothèque Nationale, à Alger). 1 vol.
Par l'épée et par la charrue. Ecrits et discours de Bugeaud, par le général Paul Azan, 1 vol.
Faidherbe, Ecrits africains, éd. par L. GENET, professeur agrégé d'histoire au lycée Louis-le-Grand et à l'Institut d'Etudes politiques (en préparation).
Gallieni pacificateur, textes éd. par Hubert Deschamps et Paul Chauvet, gouverneurs des colonies, 1 vol.
Jules Ferry, Discours et écrits coloniaux:
I. Les affaires tunisiennes, éd. par Jean Ganiage;
II. Les affaires africaines (Algérie-Egypte-Congo-Madagascar), éd. par Ch.-A. Julien;
III. Les affaires du Tonkin, éd. par Odette Merlat.
Pavie, A la conquête des cœurs, par A. Masson, ancien archiviste de l'Indochine, inspecteur général des bibliothèques, 1 vol.
Schoelcher, Esclavage et colonisation, introduction par Aimé Césaire, ancien élève de l'École normale supérieure, député de la Martinique, textes choisis et annotés par Émile Tersen, professeur agrégé d'histoire au lycée Louis-le-Grand, 1 vol.
Joost van Vollenhoven, Doctrine et action coloniales. — L'anticolonialisme en France, de 1890 à 1914, textes édit. par R. BLANCHARD, ancien professeur à la Faculté des Lettres de Paris.

### Dritte Reihe: Histoire de l'expansion et de la colonisation françaises
I. JULIEN (Ch.-A.), Les voyages de découvertes et les premiers établissements (xve-XVIe s.), 1 vol. —
II. JULIEN (Ch.-A.), La formation du premier empire colonial français (1603-1680). —
III. JOUBERT (L.), professeur agrégé d'histoire au lycée de Bordeaux, La rivalité franco-anglaise et la dislocation du premier empire colonial (1680-1763). —
IV. TERSEN (E.), Les troubles des îles et la fin du premier empire colonial (1763–1815) (en préparation [in Vorbereitung]). —
V. GENET (L.), La formation du deuxième empire colonial (1815–1870). —
VI. JULIEN (Ch.-A.), L'essor du deuxième empire colonial (1870–1919) (en préparation).

### Vierte Reihe: Géographie des pays d'outre-mer d'expression française
Sous la direction de Ch.-A. Julien et de Jean Dresch, professeurs à la Faculté des Lettres de Paris. 5 vol. in-8° dont 4 de 500 p. et 1 de 250 p., avec planches, croquis, notes, bibliogr. et index.
I. Jean Despois et Robert Capot-Rey, professeurs à la Faculté des Lettres d'Alger, L'Afrique blanche : Tome I. L'Afrique du Nord, par Despois (J.), 31 éd., 1 vol.; Tome II. Le Sahara français, par CAPOT-REY (R.), 1 vol.
II. DRESCH (J.), L'Afrique noire d'expression française.
III. Charles Robequain, professeur à la Faculté des Lettres de Paris, Madagascar et les bases dispersées de l'Union française (Comores, Réunion, Antilles et Guyane, Terres Océaniennes, Côte des Somalie, Saint-Pierre et Miquelon, lies Australes, Terre Adélie), 1 vol.

### Fünfte Reihe: Art et littérature
Anthologie de la nouvelle poésie nègre et malgache de langue française, par L. SÉDAR-SENGHOR, précédée de « Orphée Noir », par J.-P. SARTRE, 1 vol.
L'art dans l'Union française. — L'art malgache, par M. URBAIN-FAUBLÉE, 1 vol.

### Sechste Reihe: Peuples et civilisations d'outre-mer
A. LEROI-GOURHAN, professeur à l'Université de Lyon, et Jean Poirier, professeur à l'École nationale de la France d’Outre-Mer, Ethnologie de l'Union française : Tome 1 : Afrique, 1 vol.; Tome II : Asie, Océanie, Amérique, 1 vol. — III. Georges Le Gentil, professeur honoraire à la Sorbonne, Découverte du monde, 1 vol. — IV. Auguste Toussaint, Histoire de l'Océan Indien, 1 vol.